# Оррантия, Хейли
Сара Хейли Оррантия (англ. Sarah Hayley Orrantia, род. 21 февраля 1994, Арлингтон, Техас) — американская актриса, певица и автор песен, наиболее известная благодаря роли Эрики Голдберг в комедийном сериале «Голдберги».

## Ранние годы
Сара Хейли Оррантия родилась в городе Арлингтон, штат Техас. Она была единственным ребёнком в семье. Её детство прошло в соседних городах, Гранд-Прери и Хайленд-Виллидж.
Хейли имеет испанские корни. Она выросла, говоря на английском языке, но очень гордится своим испанским наследием. Она старается поддерживать его, учась говорить по-испански и создавая песни на этом языке.

## Карьера
Её первая актёрская роль состоялась в возрасте 17 лет в рекламе Sprint в 2011 году.
Летом 2011 года Хейли пробовалась на первый сезон реалити-шоу The X Factor. Она была отобрана благодаря видео на YouTube и получила четыре «да» от судей во время прослушивания в Сиэтле, штат Вашингтон.
С 2013 года Хейли играет роль Эрики Голдберг в телесериале «Голдберги». После того, как создатель сериала Адам Голдберг узнал, что она очень хорошо поёт, он написал несколько эпизодов, в которых поёт Эрика. Звезда сериала Аманда Мишалка также является певицей. Они вместе поют в трёх треках The Goldbergs MixTape, выпущенных в 2017 году.

## Благотворительность
Хейли написала песеню «Power Of A Girl» для девушек скаутского движения США.

## Фильмография
| Год       |     | Русское название                 | Оригинальное название            | Роль           |
| --------- | --- | -------------------------------- | -------------------------------- | -------------- |
| 2011      | ф   | Купер и его команда в Касл-Хилле | Cooper and the Castle Hills Gang | Пенни          |
| 2013—2020 | с   | Голдберги                        | The Goldbergs                    | Эрика Голдберг |
| 2015      | кор | —                                | Maid                             | Джоан          |
| 2015      | кор | —                                | Hopeless Romantic                | девушка        |
| 2016      | ф   | Бог не умер 2                    | God’s Not Dead 2                 | Брук Таули     |
| 2016      | с   | —                                | Roommates                        | Хейли          |
| 2019      | с   | Обученные                        | Schooled                         | Эрика Голдберг |